# The King's Heralds
The King's Heralds (anteriormente conhecido como The Lone Star Four e The Heralds) são um grupo vocal norte americano cristão conhecidos por serem um dos mais antigos em atividade contínua, desde 1927. O grupo é o artista oficial da Igreja Adventista do Sétimo Dia nos Estados Unidos e por cerca de 45 anos participou do programa de rádio Voice Of Prophecy, mantido pela mesma igreja.

## Carreira

### 1927-1936 - Início como The Lone Star Four
O grupo surgiu no final dos anos 20, mais especificamente em 1927, quando três irmãos, Lewis (primeiro tenor), Waldo (segundo tenor) e Wesley Crane (barítono), na época estudantes da Southwestern Junior College, em Keene, Texas, juntaram-se ao baixo Ray Turner, de Oklahoma, e formaram o Lone Star Four. Ganhando reconhecimento nas imediações, o grupo passou a cantar em rádios locais, especialmente nos programas do evangelista Richard Lewis Benton na rádio KFPL em Waco, Texas.

### 1936-1982 - The King's Heralds e Voice Of Prophecy
Nove anos depois, em 1936, o grupo passou a trabalhar com H.M.S. Richards, um evangelista de rádio na Califórnia. Este alterou o nome do grupo para The King's Heralds e o grupo passou a ser presença constante no programa Voice of Prophecy, comandado por Richards. Três anos depois ocorreu a primeira mudança de formação do grupo: os irmãos Lewis Waldo Crane deixaram o grupo. Seus substitutos foram respectivamente Bob Johnson (primeiro tenor) e Vernon Stuart (segundo tenor). Entretanto, a partir dali o grupo passou por uma fase de alta rotatividade de componentes. Stuart deixou o grupo no ano seguinte, sendo substituído por Ralph Simpson.
Em 1941, tanto Simpson quanto Bob Johnson deixaram o grupo, dando lugar a George Casebeer como primeiro tenor e Bob Seamount como segundo tenor.Em 1943, Wesley Crane, o último dos irmãos Crane, deixou o grupo, sendo substituído por Wayne Hooper. Em 1944, George Casebeer deixou o grupo, dando lugar a Ben Glanzer. Glanzer, Seamount, Hooper e Turner gravou um dos primeiros álbuns de que se tem notícia do grupo, Vintage (1946). Em 1947, as quatro vozes tiveram mudanças em questão de meses. Frank Dietrich substituiu Ben Glanzer como primeiro tenor, visto que Glanzer passou a cantar segundo tenor no lugar de Bob Seamount. Richard Lang subsitutuiu Wayne Hooper e Jerry Dill assumiu a posição de baixo. Dietrich ficou apenas até o final de 1947, dando lugar a Bob Edwards.
Em 1948, Ben Glanzer e Richard Lang deixaram o grupo. Dietrich retornou ao quarteto, desta vez como segundo tenor, e Jerry Dill passou a cantar barítono. Como baixo estava Joe Melashenko. No ano seguinte, novas mudanças na formação vieram com a saída dos quatro cantores. O tenor Bob Edwards deixou o grupo por apenas 6 meses, retornando ainda em 1949. Nestes seis meses, Edwards foi substituído por Elwyn Ardourel. Bob Seamount retornou, substituindo Frank Dietrich como segundo tenor. Com a saída de Joe Melashenko, Jerry Dill reassumiu a posição de baixo, com Wayne Hooper retornando para cantar o barítono.
Finalmente, a partir de 1950 a formação se estabilizou, permanecendo inalterada com o primeiro tenor Bob Edwards, o segundo tenor Bob Seamount, o barítono Wayne Hooper e o baixo Jerry Dill, pelos próximos 11 anos Nesta época, as composições e arranjos de Hooper ganharam notoriedade. Naquele ano, o grupo lançou seu primeiro álbum natalino, O Little Town Of Bethlehem. Dois anos depois, mais quatro álbuns, Christmas, Favorite Hymns And Songs, Deep River And Other Spirituals, e King's Heralds Quartet & Del Delker, o primeiro de muitos outros com a cantora e compositora Del Delker. Entre 1953 e 1961 o quarteto lançou no mínimo 16 álbuns, além de suas aparições no programa Voice of Prophecy. 
A partir da década de sessenta, o quarteto inovou, sendo um dos primeiros grupos cristãos a gravar álbuns em outros idiomas. O King's Heralds gravou álbuns em português, espanhol, japonês, entre outras. Esta interação levou ao surgimento de quartetos "filhos" em vários países, como o Heraldos Del Rei, existente em vários países de língua espanhola, e o Arautos do Rei, em atividade no Brasil desde 1962. Bob Seamount deixou o grupo em 1961, sendo substituído por John Thurber. Em 1963 foi a vez de Wayne Hooper e Jerry Dill deixarem o grupo, sendo substituídos respectivamente por Jack Veazey e Jim McClintock. Thurber deixou o grupo em 1967, sendo substituído por Jerry Patton, que viria a ser um dos componentes que permaneceram por mais tempo no grupo.
Em 1971, após 22 anos de atividade no grupo, o primeiro tenor Bob Edwards deixou o grupo, sendo substituído por John Ramsey. A partir de então as formações do quarteto passaram a ser cada vez mais estáveis. Uma nova alteração de componente só veio ocorrer em 1977, quando o baixo Jim McClintock deixou o grupo, sendo substituído por Jim Ayars. Naquele ano o grupo já completava 50 anos de existência, sendo 40 deles sob o nome de King's Heralds, fato que gerou um álbum comemorativo.

### 1982-2002 - Desligamento de Voice Of Prophecy e Mudança de Nome
Em 1982 o quarteto desligou-se do programa Voice of Prophecy, passando a seguir carreira independente do programa. Para concretizar o desligamento, o quarteto passou a chamar-se simplesmente The Heralds. No ano seguinte, John Ramsey, que já estava no grupo há 12 anos, anunciou sua saída do quarteto. Seu substituto é o atual tenor Don Scroggs. A 17ª formação, com Don Scroggs, Jerry Patton, Jack Veazey e Jim Ayars é conhecida como a "formação recorde", pois reune integrantes que mais permaneceram no grupo, além de ser a mais longa, permanecendo inalterada por 14 anos. Em 1997, o barítono Jack Veazey deixou o grupo após 35 anos ininterruptos de atividade no grupo. Seu substituto foi Steve Laing.

### 2002-Presente - O Retorno do King's Heralds
Laing deixou o grupo em 2002, sendo substituído por Russell Hospedales. A partir de então, o grupo reviveu o nome de King's Heralds, que não era utilizado desde 1982. Em 2003, foi lançada uma coletânea de 12 álbuns contendo algumas das canções gravadas durante o período em que o grupo esteve com o Voice of Prophecy (de 1936 a 1982). Em 2004, Jerry Patton deixou o grupo após 37 anos na posição de segundo tenor, sendo substituído por Joel Borg. Patton é o integrante que permaneceu por mais tempo no grupo. No ano seguinte, Jim Ayars deixou o quarteto após 28 anos de serviço, sendo substituído pelo baixo Jeff Pearles (ex-Palmetto State Quartet, Old Time Gospel Hour Quartet). Em 2006 foi lançado o álbum Then And Now, reunindo ex-membros de todas as épocas, contando inclusive com a presença de Ray Turner, baixo da primeira formação do Lone Star Four.
Em 2014, Jared Otto passou a ser o segundo tenor do grupo, substituindo Joel Borg, que deixou o grupo devido a problemas de saúde. Hoje, a formação conta com um novo segundo tenor Benjamin Jenkins, que assumiu em 2017 a vaga deixada por Jared. Em 2018 é composto por Don Scroggs, Benjamin Jenkins, Russell Hospedales, e Jeff Pearles. 

## Integrantes e Formações
- Ver artigo principal:Integrantes e Formações de The King's Heralds

## Discografia
- Ver artigo principal:Discografia de The King's Heralds